# 剑桥大学图书馆
剑桥大学图书馆是英格兰剑桥大学集中管理的图书馆。它包括5个独立的图书馆：
- 大学图书馆主楼（俗称“UL”）
- 医学图书馆
- 贝蒂和戈登摩尔图书馆（数学科学中心）
- 中央科学图书馆（原科技期刊库）
- Squire法律图书馆。

剑桥大学有114个图书馆。剑桥大学图书馆是中央研究图书馆，拥有超过800万册。对比博德利图书馆或大英图书馆，剑桥大学图书馆许多书籍是开架。这是在英国的六个法定图书馆之一，因此它有权要求在英国和爱尔兰出版的每一本书的免费副本。剑桥大学图书馆每年收到约80,000本书，不算捐赠的书籍。除了大学图书馆和其依赖的图书馆，每个faculty 都有一个专门的图书馆，平均拥有从30,000到150,000书籍。例如历史系的西利历史图书馆拥有超过10万册。此外，各学院有一个以本科教学目的的图书馆，部分旧的学院往往在一个单独的图书馆有许多早期的书籍和手稿。例如三一学院的雷恩图书馆有1800年之前印的超过20万的书籍，而圣体学院帕克图书馆拥有在世界上最大的中世纪早期欧洲的手稿收藏之一，超过600手稿。

## 历史

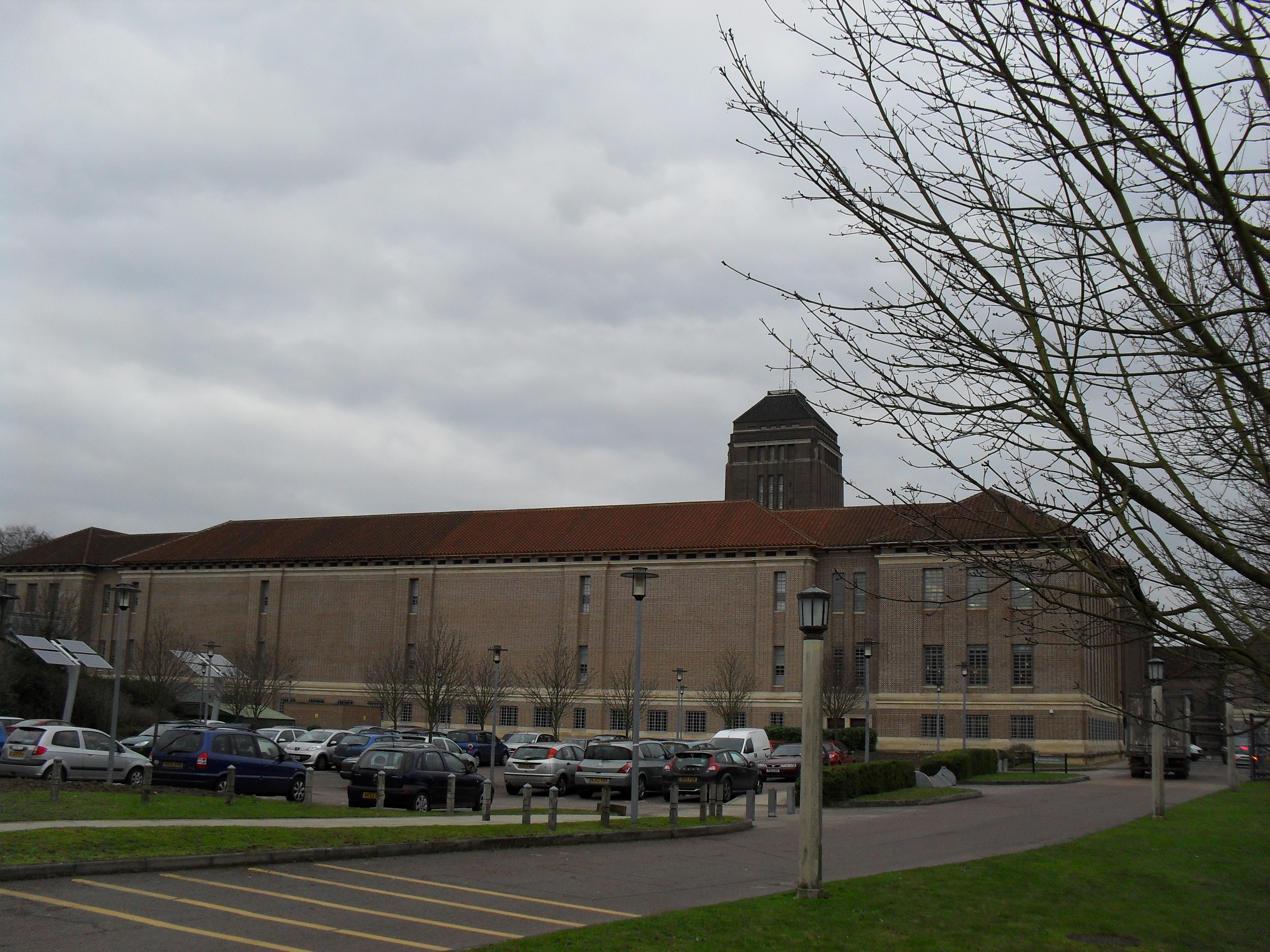
罗宾逊学院看到的剑桥大学图书馆新主楼

剑桥大学图书馆自15世纪初已以某种形式存在。从16世纪起，剑桥大学图书馆收到慷慨捐赠或遗赠的书籍，存书大大增长了。
剑桥大学图书馆大楼建于1931年到1934年，建筑师为贾莱斯·吉尔伯特·斯科特（他还设计了旁边卡莱尔学院的Clare Memorial Court）。

### Descriptions of collections
- Oates, J. C. T. (1954) A Catalogue of the Fifteenth-Century Printed Books in the University Library, Cambridge. Reissued: Cambridge: Cambridge University Press ISBN 9781108008488 Extracts （页面存档备份，存于）
- Reif, Stefan C. (1997) Hebrew Manuscripts at Cambridge University Library: a description and introduction. Cambridge: Cambridge University Press ISBN 9780521583398 Extracts （页面存档备份，存于）